# Wang Ming
Wang Ming, ursprungligen Chen Shaoyu, född 23 maj 1907 i Jinzhai, död 27 mars 1974 i Moskva, var en kinesisk kommunistisk politiker och tillhörde den sovjetvänliga gruppen de "28 bolsjevikerna".
Wang Ming kom från en relativt välmående familj i Anhui-provinsen och gick i skola i Wuhan, där han först blev bekant med tidens studentradikalism. 1925 gick han med i Kinas kommunistiska parti och samma år utvaldes han att studera i Moskva vid Sun Yat-sen-universitetet. Tack vare sina kontakter med Pavel Mif framträdde han som ledare bland de kinesiska studenterna i Moskva, som sedermera skulle bli kända som de 28 bolsjevikerna.
Efter det att den tidigare generalsekreteraren Li Lisan avsatts 1930 och dennes allierade Xiang Zhongfa avrättats 1931, kunde Wang Ming ta över posten som generalsekreterare i partiet 1931 vid endast 24 års ålder. Han avgick dock 1932 och blev istället KKP:s representant i Komintern i Moskva fram till 1937. På grund av sin grundliga skolning i marxismen-leninismen och sina kunskaper i ryska blev han en av Mao Zedongs främsta rivaler om makten i kommunistpartiet när han återvände från Sovjet till kommunisternas basområde i Yan'an 1937. Han blev dock utmanövrerad av Mao i korrigeringsrörelsen 1942 och innehöll endast ceremoniella poster i partiet efter Folkrepubliken Kinas upprättande 1949.
1956 begav han sig till Sovjetunionen för medicinsk behandling och han återvände aldrig till Kina. Efter brytningen mellan Sovjetunionens kommunistiska parti och det kinesiska kommunistpartiet författade han artiklar där han tog avstånd från Mao Zedongs linje. 1975 gavs hans memoarer ut postumt på ryska.

## Verk
- Wang, Ming (1975) (på ryska). Polveka KPK i predatelʹstvo Mao Czė-duna. Moskva: Izd. političeskoj literatury. Libris 219477